# Фред Хојл
Фред Хојл (енгл. Fred Hoyle; Гајлстид, 24. јун 1915 — Борнмут, 20. август 2001) је био британски астроном познат пре свега по теорији стеларне нуклеосинтезе, али и по контроверзним ставовима о другим научним питањима — пре свега одбацивању теорије ”Великог праска" за који је први употребио тај израз за Би-Би-Си, као и промовисању панспермије као извора живота на Земљи. Док се Хојл изузетно ценио због његовог рада на нуклеосинтези и популаризацији науке, стекао је и репутацију контроверзне личности због тога што се у великом делу научних области често супростављао теоријама које је подржавала већина заједнице.
Осим као астроном, Хојл је постао познат и као писац научне фантастике те као аутор низа књига заједно са својим сином Гефрејем Хојлом. Хојл је већину каријере провео на Институту за астрономију у Кембриџу, којег је годинама водио као директор. Преминуо је у Борнмуту након серије можданих удара.